# Steve Bolton
Steve Bolton (* 1949 Manchester, Lancashire), také známý jako „Boltz“ Bolton je britský rockový hudebník. Svou kariéru začal v šedesátých letech a hrál na kytaru v klipech, v televizi i ve filmu. Nahrával a také vystupoval s mnoha známými umělci.

## Hudební kariéra
Bolton se narodil v Manchesteru. V šedesátých letech hrál s Puzzle a s The Dimensions. V roce 1971 vyjel na turné s Atomic Rooster. Turné bylo úspěšné a jeho součástí bylo vystoupení na charitativním koncertě, kde byli předkapelou pro The Who. Kapela také nahrála své třetí LP  Made In England, které bylo vydáno v roce 1972. Bolton se také podílel na albech Devil's Answer: Live on the BBC vydaném v roce 1998 a In Satan's Name: The Definitive Collection.
Bolton odešel od Atomic Roosrter na konci roku 1972 a přidal se ke kapele Headstone. Následně se podílel na jejich albech Bad Habits (1974) a Headstone (1975). Po odchodu od Headstone hrál s 20th Century a poté nahrával a koncertoval s mnoha různými umělci. V roce 1982 začal hrát s Vampire Bats, v osmdesátých letech byl také členem kapely The Royal Family a hrál na některých jejich albech včetně No Parlez. V roce 1984 hrál s K4 a v roce 1988 s Richard Strange and the Engine Room.
V roce 1989 jel Bolton na turné s The Who k 25. výročí založení kapely. Koncert v Los Angeles, kde hráli rockovou operu Tommy spolu se speciálními hosty Eltonem Johnem, Billym Idolem, Philem Collinsem, Patti LaBelle a Stevem Winwoodem, byl vysílán v televizi a později vydán jako video.
V 90. letech založil Bolton vlastní kapelu 6Foot3 s Jimem Kimberleym (bicí) a jeho bratrem Bobem Kimberleym (baskytara).

## Diskografie
Steve Bolton nahrával s mnoha známými umělci. Jeho diskografie obsahuje:

### The Who
- Join Together (1990)
- Thirty Years of Maximum R&B [Disk 4, skladba 19] (1994)
- Greatest Hits Live [Disk 2, skladby 1-5] (2010)

### Ostatní
- Made in England s Atomic Rooster (1972)
- "High on You" (1974)
- "International Language" (singl) (1981)
- The Phenomenal Rise of Richard Strange (1981)
- "Come Back and Stay"/Yours (1983)
- Love Of The Common People (1983)
- No Parlez (1983)
- Wherever I Lay My Hat (1983)
- I'm Gonna Tear Your Playhouse Down (singl) (1984)
- The Secret Of Association (1985)
- Tomb Of Memories (1985)
- Going, Gone (1986)
- Inside (1986)
- My Place (1989)
- Other Voices (1990)
- Engelberg (1991)
- Privilège (1992)
- Rock Legends(1992)
- Diggin' On You (1995)
- Broken China (1996)
- Other People's Lives (2006)
- Other People's Lives (2006)

## Filmografie
Steve Bolton se objevil například v těchto filmech a videích:
- Tommy and Quadrophenia Live: The Who (2005)
- The Who Live at Giants Stadium (1989)
- The Who Live, Featuring the Rock Opera Tommy (1989)
- Hearts of Fire (1987)
- The Who: Thirty Years of Maximum R&B Live (1994)
- Masters from the Vaults (2003)